# История теории чисел (книга)
History of the Theory of Numbers (История теории чисел) — трёхтомник американского математика Леонарда Диксона, обобщающий исследования в теории чисел приблизительно до 1920-х годов. Необычность стиля заключается в том, что Диксон в основном просто перечисляет результаты, полученные разными исследователями, с минимумом комментариев. Центральная тема квадратичного закона взаимности и его обобщений почти не затронута; по-видимому, эта тема должна была стать предметом четвёртого тома, который так и не был написан.
- Том 1 — делимость и простота — 486 страниц
- Том 2 — диофантов анализ — 803 страницы
- Том 3 — квадратичные и высшие формы — 313 страниц

### Обзоры
- Carmichael, Robert D. (1919), Recent Publications: Reviews: History of the Theory of Numbers. Volume I: Divisibility and Primality, The American Mathematical Monthly, 26 (9): 396–403, doi:10.2307/2971917, ISSN 0002-9890
- Carmichael, Robert D. (1921), Recent Publications: Reviews: History of the Theory of Numbers: History of the Theory of Numbers, The American Mathematical Monthly, 28 (2): 72–78, doi:10.2307/2973042, ISSN 0002-9890
- Carmichael, Robert D. (1923), Recent Publications: Reviews: History of the Theory of Numbers, The American Mathematical Monthly, 30 (5): 259–262, doi:10.2307/2299094, ISSN 0002-9890
- Fenster, Della D. (1999), Leonard Dickson's  History of the theory of numbers: an historical study with mathematical implications, Revue d'Histoire des Mathématiques. Journal for the History of Mathematics, 5 (2): 159–179, ISSN 1262-022X, MR 1793101
- Fenster, Della Dumbaugh (1999), Why Dickson left quadratic reciprocity out of his History of the theory of numbers, The American Mathematical Monthly, 106 (7): 618–627, doi:10.2307/2589491, ISSN 0002-9890, MR 1720467
- Furtwängler, Ph. (1923), Literaturberichte: History of the theory of numbers, Monatshefte für Mathematik und Physik, 33 (1): A6 – A7, doi:10.1007/BF01705606, ISSN 0026-9255
- Lehmer, D. H. (1919), Book Review: History of the Theory of Numbers, Bulletin of the American Mathematical Society, 26 (3): 125–132, doi:10.1090/S0002-9904-1919-03280-7, ISSN 0002-9904
- Lehmer, D. H. (1920), Dickson's history of the theory of numbers, Bulletin of the American Mathematical Society, 26 (6): 281, doi:10.1090/S0002-9904-1920-03305-7, ISSN 0002-9904
- Vandiver, H. S. (1924), Book Review: History of the Theory of Numbers, Bulletin of the American Mathematical Society, 30 (1): 65–70, doi:10.1090/S0002-9904-1924-03852-X, ISSN 0002-9904